# Razvojna banka Vojvodine
Razvojna banka Vojvodine a.d. (bis 2010: Metals banka a.d.) ist eine serbische Bank mit Hauptsitz in Novi Sad.

## Geschichte
Seit 2001 hat Metals Banka ihre Position auf dem Markt verstärkt, indem sie Mehrheitseigentümer der Banken DTD banka und DDOR banka geworden ist, die dann später mit Metals banka fusioniert haben. Die Bank unterhält eine strategische Partnerschaft mit der Versicherung DDOR Novi Sad, die mit 15,12 % des Kapitals Hauptaktionär der Bank ist. Metals banka wurde am 12. Dezember 2006 an der Börse Belgrad in den BELEX15 Index aufgenommen. Im Juli 2009 übernahm die Regierung von Vojvodina 61,9 % der Anteile. Am 28. April 2010 beschloss eine außerordentliche Aktionärsversammlung, das Unternehmen in Razvojna banka Vojvodine umzubenennen.

## Aktivitäten
Razvojna banka Vojvodine bietet unterschiedliche Bankgeschäfte an, wie die Bearbeitung von Überweisungen, Darlehen, Wechselkurse sowie andere Dienste wie das E-Banking oder Kreditkarten.